# 3PM
O 3PM (MP3 invertido) é um formato de áudio baseado em MP3 cujas faixas são invertidas do fim ao começo intencionalmente para evitar processos por parte das gravadoras, como a RIAA e a MPAA por exemplo, pois a inversão de músicas protegidas por direitos autorais cria outra completamente diferente da original, o que torna a faixa irreconhecível e "sem" proprietário.

## História
Originária dos Estados Unidos, um estudante de direito publicou um trabalho comentando sobre a falha no código de moral de distribuição de cópia dos Estados Unidos. O trabalho foi tema de muitas reportagens que, em poucas semanas a prática difundiu-se no mundo.

## Funcionamento
Apesar de as faixas serem salvas de trás para frente no computador, existe um plugin para o Winamp que "desinverte" as músicas, fazendo que a mesma toque na sua execução normal.